# トマス・ドーソン (初代クレモーン子爵)

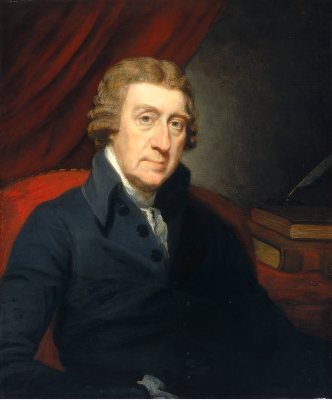
マザー・ブラウンによる肖像画、1788年ごろ。

初代クレモーン子爵トマス・ドーソン（英語: Thomas Dawson, 1st Viscount Cremorne、1725年2月25日 – 1813年3月1日）は、アイルランド王国出身の政治家、貴族。1749年から1768年までアイルランド庶民院議員を務めた。

## 生涯
ダブリンの銀行家リチャード・ドーソン（1766年12月29日没）と妻エリザベス（Elizabeth、旧姓ヴィジー（Vesey）、チュアム大主教ジョン・ヴィジーの娘）の息子として、1725年2月25日に生まれ、3月2日に洗礼を受けた。
1749年から1768年までモナハン・カウンティ選挙区の代表としてアイルランド庶民院議員を務めた。
1770年5月28日にアイルランド貴族であるモナハン県におけるドーソンズ・グローヴのダートリー男爵に叙され、1785年6月19日に同じくアイルランド貴族であるクレモーン子爵に叙された。1797年11月20日、アイルランド貴族であるモナハン県におけるキャッスル・ドーソンのクレモーン男爵に叙された。息子が全員早世したため、クレモーン男爵には弟リチャード（1782年3月没）の長男リチャード（1762年4月16日 – 1807年9月3日）への特別残余権（special remainder）が定められた。
1813年3月1日、メイフェアのスタナップ・ストリート（Stanhope Street）で死去した。ダートリー男爵位とクレモーン子爵位は廃絶、クレモーン男爵位は特別残余権に基づき弟の孫（1807年に死去したリチャード・ドーソンの息子）にあたるリチャード・トマス・ドーソンが継承した。

## 家族
1754年8月15日、アン・ファーマー（Anne Fermor、1733年5月25日洗礼 – 1769年3月1日、初代ポムフレット伯爵トマス・ファーマーの娘）と結婚、1男1女をもうけた。
- リチャード（1759年7月 – 1778年3月3日[4]） - 1774年から1776年までハーロー校で教育を受けた後、1777年1月28日にケンブリッジ大学セント・ジョンズ・カレッジに進学[5]。ケンブリッジにて没[2]。
- ヘンリエッタ・アン（1776年没）[4]

1770年5月8日、フィラデルフィア・ハンナ・フリーム（Philadelphia Hannah Freame、1740年ごろ – 1826年4月14日、トマス・フリームの娘）と再婚、1男1女をもうけた。
- トマス（1771年ごろ – 1787年10月9日）[2]
- ジュリアナ・フランシス・アン（Juliana Frances Anne、1787年6月8日没）[4]